# August Anhalt
August Anhalt (* 7. August 1899 in Eisenach; † 18. November 1975 in Mihla) war ein deutscher Maler, Zeichner und Grafiker der Moderne.

## Leben und Werk
Er lebte ab Oktober 1920 in Kassel und studierte an der Kasseler Kunstakademie von 1922 bis 1928 unter den Lehrern Ewald Dülberg und Kay Heinrich Nebel. Laut Meldekarte lebte Anhalt noch bis 1935 dort und ließ sich anschließend in Eisenach nieder. Ab dem Jahre 1923 gehörte er der Künstlergruppe Die FÜNF an und war Mitglied der Kasseler Sezession. Anhalt nahm in den Jahren 1927, 1929 und 1938 an den Ausstellungen der Kasseler Sezession teil. Er schuf Porträts, figürliche Darstellungen, Akte, Stillleben, Landschaften (z. B. die Karlsaue), Grafiken und Plastiken.
1937 wurden in der Nazi-Aktion „Entartete Kunst“ aus den Staatlichen Kunstsammlungen Kassel fünf Aquarelle Anhalts mit Landschaften, die Druckgrafik Zwei Frauen und das Tafelbild Doppelbildnis beschlagnahmt und vernichtet.
1953 reichte Anhalt für die Dritte Deutsche Kunstausstellung in Dresden offenbar vier künstlerisch eher anspruchslose Bilder im Stil eines schlichten sozialistischen Realismus ein, die aber entgegen anderen Angaben (Bildindex der Kunst & Architektur) offensichtliche nicht ausgestellt wurden.

## 1953 für die Dritte Deutschen Kunstausstellung eingereichte Werke
- Schmied bei der Arbeit (Öl, 1952)[3]
- Der Schmiedemeister (Zeichnung, 1952)[4]
- Die Jugend marschiert (Öl, 1952)[5]
- Mädchen mit Früchten (Öl, 1952)[6]

## Ausstellungsbeteiligungen (Auswahl)
- 1926: Kasseler Kunstverein
- 1927: Kasseler Kunstverein
- 1930: Große Kunstausstellung, Kunstverein Hannover
- 1958: Kassel (175 Jahre Kunstakademie Kassel)

## Werke in Museen
- Neue Galerie Kassel
- Nationalgalerie Berlin
- Thüringer Museum Eisenach